# Magburaka
Magburaka é uma cidade da Serra Leoa. Ela está localizada na província de Northen e no distrito de Tonkolili.